# División de Planes de Guerra Aérea

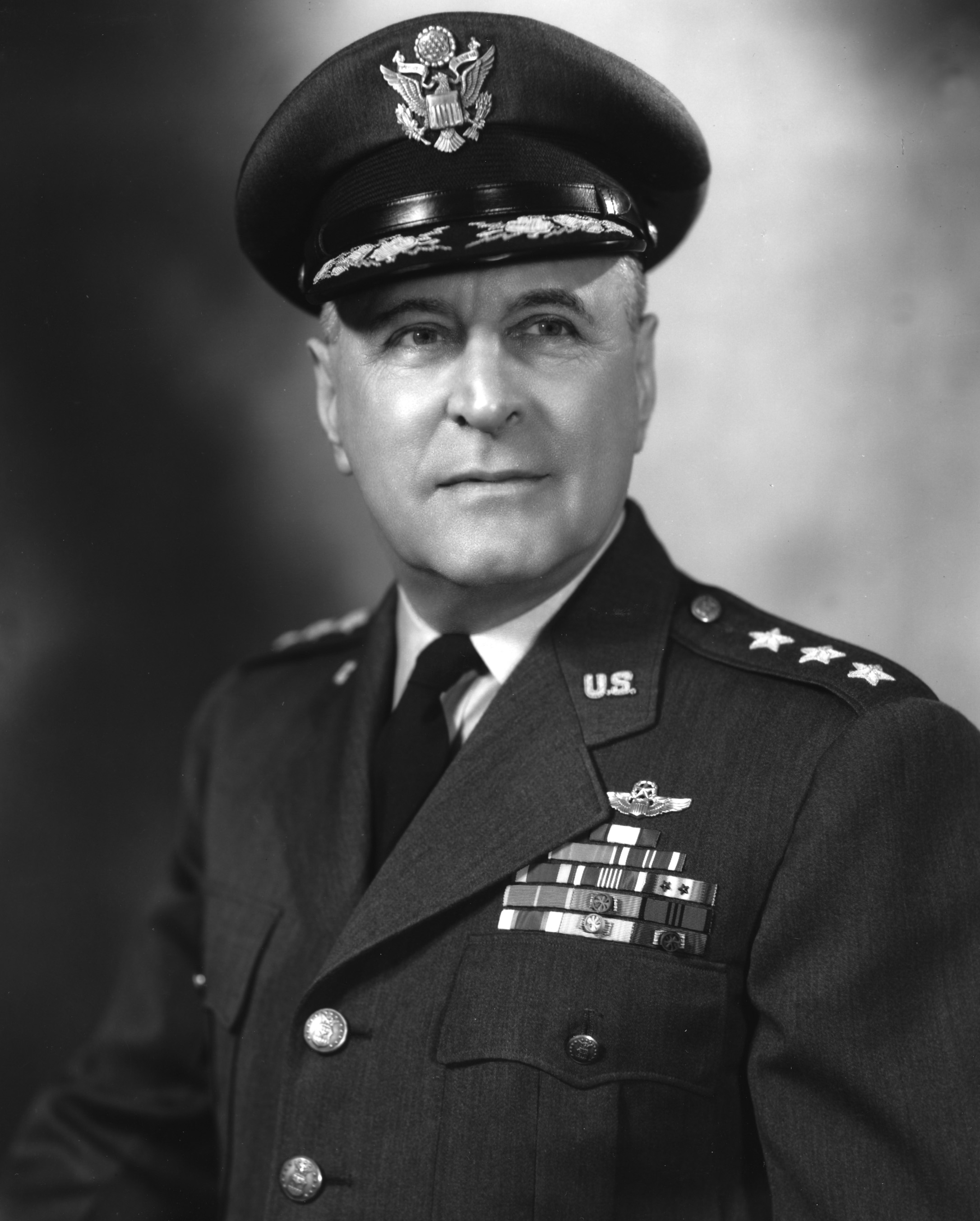
Harold L. Jorge

La División de Planes de Guerra Aérea (AWPD) fue una organización militar estadounidense establecida para definir planes de guerra a largo plazo. Estuvo dirigida por Harold L. George, con la misión de proporcionar al presidente Franklin D. Roosevelt "los requisitos generales de producción necesarios para derrotar a nuestros enemigos potenciales". Los planes que se hicieron en el AWPD fueron significativos en la derrota de la Alemania nazi .
Pero el AWPD más allá de ofrecer requisitos básicos de producción, proporcionó un plan aéreo integral diseñado para derrotar a las potencias del Eje . El plan, AWPD-1, se desarrolló en tan solo nueve días enfatizando el uso de bombarderos pesados para llevar a cabo ataques con bombas de precisión como método principal para derrotar a Alemania y sus aliados. 
Un año después de que Estados Unidos se involucrara directamente en la Segunda Guerra Mundial, el AWPD entregó un segundo plan, AWPD-42, modificando ligeramente el plan anterior, para incorporar las lecciones aprendidas durante los ocho meses de guerra. Ni el AWPD-1 ni el AWPD-42 fueron aprobados como planes de batalla de combate u operaciones de guerra; pero fueron aceptados como pautas para la producción de material y la creación de los escuadrones aéreos necesarios. Finalmente, en 1943, se elaboró un plan operativo de guerra aérea en reuniones entre planificadores de guerra estadounidenses y británicos, basándose en una combinación de planes británicos y los del AWPD, para crear la ofensiva combinada de bombarderos anglo-estadounidenses (CBO).

## Establecimiento
El 20 de junio de 1941, se establecieron las Fuerzas Aéreas del Ejército de los Estados Unidos (USAAF) como una forma de combinar y simplificar dos comandos aéreos en conflicto: la Fuerza Aérea GHQ y el Cuerpo Aéreo del Ejército. El mayor general Henry H. Arnold estuvo al mando de la USAAF y formó un Estado Mayor Aéreo para dirigirla; dentro del Estado Mayor Aéreo, se estableció la División de Planes de Guerra Aérea con el Teniente Coronel Harold L. George a la cabeza. George debía coordinar sus esfuerzos de planificación con la División de Planes de Guerra (WPD).
Hasta entonces, el WPD del Departamento de Guerra había sido responsable de planificar todos los aspectos del Ejército y la expansión del Cuerpo Aéreo del Ejército en los EE UU. WPD recomendó que AWPD se limite a la planificación táctica y que el Estado Mayor Aéreo, en un papel subordinado, debería asesorar a WPD en lugar de hacer sus propios planes operativos o estratégicos. George presionó por una mayor autonomía: deseaba preparar todos los planes para todas las operaciones aéreas.
El 9 de julio de 1941, el presidente Roosevelt solicitó a Frank Knox, el Secretario de Marina, y a Henry L. Stimson, el Secretario de Guerra, una exploración de la producción de guerra total requerida para que Estados Unidos en caso de guerra. Para proyectar números a largo plazo, el WPD utilizó el Rainbow 5 como base para proyectar la producción, pero carecía de cifras detalladas de potencia aérea. Stimson solicitó a Robert A. Lovett, Subsecretario de Guerra para el Aire, recurrir a la USAAF para conocer sus ideas sobre los números de producción. Después de algunas demoras burocráticas, el AWPD recibió la solicitud.

## AWPD-1

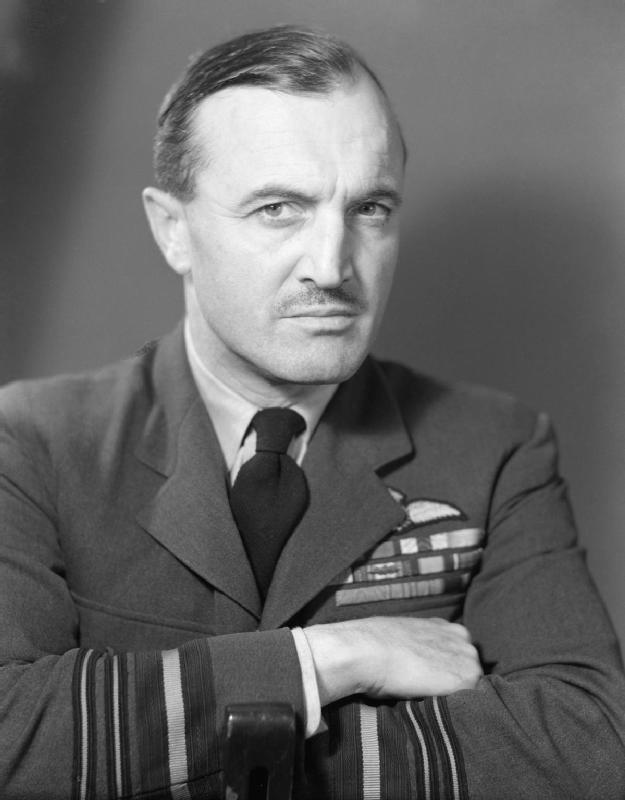
El vicemariscal de la RAF Air, John Slessor, propuso una campaña combinada de bombardeo estratégico angloestadounidense.

Durante los primeros meses 1941, los planificadores de guerra estadounidenses, canadienses y británicos se reunieron en Washington D. C. para participar una serie de sesiones de planificación secretas, llamadas Conferencias Estadounidense-Británica, o ABC-1, con el objetivo de determinar un curso de acción a tomar en caso de que Estados Unidos se convirtiera en un beligerante en la guerra. Primero se acordó una estrategia general de Europa, donde las energías estadounidenses se dirigirían principalmente contra Alemania, Italia y sus conquistas europeas, durante las cuales se mantendría una postura defensiva secundaria contra Japón. El vicemariscal del aire de la Royal Air Force John Slessor y otros aviadores presentes en la conferencia acordaron el concepto general de usar bombardeos estratégicos con aviones británicos y estadounidenses, despegando desde bases en el Reino Unido para así reducir el poder militar del Eje en Europa. Al incorporar este trabajo en abril de 1941, la Junta conjunta del Ejército y la Armada de EE. UU. desarrolló Rainbow 5, la versión final de las pautas militares generales que seguiría EE. UU. en caso de guerra.

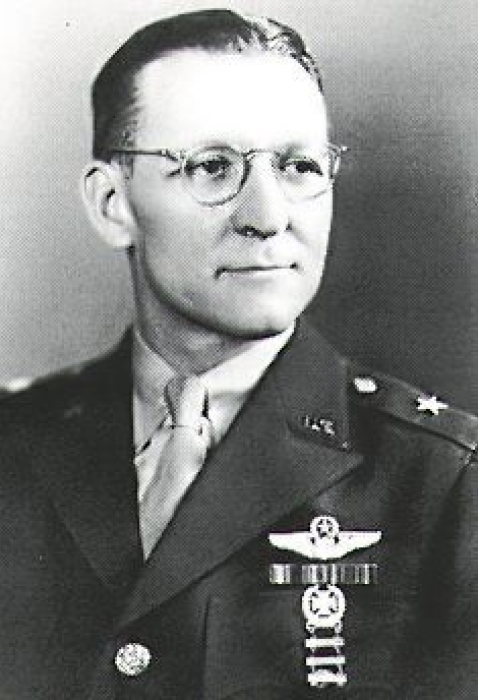
Kenneth Walker

A inicios de agosto de 1941, el AWPD formado solo por cuatro oficiales: Harold L. George, Orvil Anderson, Kenneth Walker (todos con el rango de teniente coronel para entonces) y el mayor Haywood S. Hansell . Debido a la urgencia, George pudo haber enviado a dos de sus oficiales aéreos a WPD, siguiendo el protocolo político del Ejército desde los inicios de la guerra aérea durante la Primera Guerra Mundial, habiéndose desarrollado un plan de combate aéreo enfatizando la coordinación aérea táctica con las fuerzas terrestres, y que apuntara a anular los suministros militares del Eje en preparación y apoyo de una invasión. Pero George deseaba implementar las teorías de bombardeo estratégico que habían sido debatidas y refinadas en la Escuela Táctica del Cuerpo Aéreo (ACTS) durante la década anterior, pero supo de seguro que se enfrentaría a la negativa del Ejército y el Departamento de Guerra, que no aceptarían una estrategia en la que el ataque aéreo prevaleciera. En cambio, George tuvo la intención de implementar un camino intermedio, proponiendo un ataque aéreo estratégico inicial, pero conteniendo asignaciones para el eventual apoyo de una invasión terrestre. Al solicitar autonomía para hacer sus propios planes, George obtuvo la aprobación del general Arnold y del general Leonard T. Gerow, jefe del WPD, quien aprobó siempre que el AWPD cumpliera con las pautas de ABC-1 y Rainbow 5.

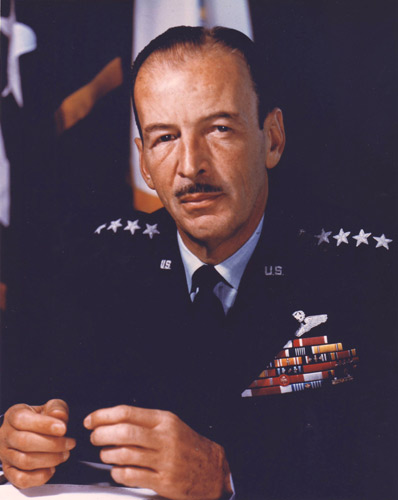
Laurence S. Kuter

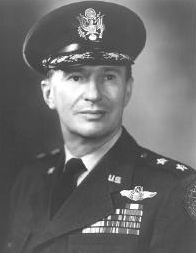
Haywood S. Hansell

George buscó a los oficiales que propusieron la doctrina de uso de bombarderos, y obtuvo ayuda temporal de cinco oficiales aéreos más: los tenientes coroneles Max F. Schneider y Arthur W. Vanaman, y los mayores Hoyt S. Vandenberg, Laurence S. Kuter y Samuel E. Anderson . Todos menos Samuel E. Anderson habían pasado por ACTS, donde las teorías de bombardeo de precisión estaban en ascenso. Se asignó a Orvil Anderson para continuar con los proyectos en curso mientras el resto de los hombres se concentraba en la nueva solicitud. El 4 de agosto de 1941, el AWPD aumentado se puso a trabajar.
George, Walker, Kuter y Hansell proporcionaron los conceptos clave para el grupo de trabajo de AWPD. La visión de George iba más allá de una simple lista de suministros de hombres y material, sino que debería ser una expresión clara de la dirección estratégica requerida para ganar la guerra mediante el uso del poder aéreo. La característica principal del plan fue la propuesta de utilizar flotas masivas de bombarderos pesados para atacar objetivos económicos, generando cuellos de botella en la industria del Eje. Hansell, recién llegado de una misión de investigación en Inglaterra en la que se le informó sobre las apreciaciones británicas de los objetivos industriales y militares alemanes, se sumergió de inmediato en el trabajo de selección de objetivos.
Requisitos de municiones de las Fuerzas Aéreas del Ejército para derrotar a nuestros enemigos potenciales, o AWPD-1 o "División de Planes de Guerra Aérea, plan número uno", fue el primer resultado concreto de AWPD. Entregado el 12 de agosto después de nueve días de preparación, utilizó la teoría de la red industrial para describir la supremacía del poder aéreo para atacar puntos vulnerables que afectarían significativamente la economía de Alemania, incluidos los sistemas de energía eléctrica, las redes de transporte y los recursos petrolíferos y petrolíferos. La población civil de Berlín podría ser el objetivo como paso final para lograr la capitulación del enemigo, pero tal ataque era opcional: "No se establecería ninguna unidad especial de bombardeo para este propósito".
El plan también describía, con menos detalle, cómo usar el poder aéreo para trazar un perímetro defensivo alrededor del hemisferio occidental y alrededor de los intereses estadounidenses en Alaska, Hawái, las Indias Orientales Holandesas y Filipinas en el Océano Pacífico. 
En el Atlántico, AWPD indicó que se desarrollarían bases en Islandia, Terranova y Groenlandia para aumentar las bases en el Reino Unido. En otros lugares, se establecerían bases en la India y se organizarían áreas de preparación en Siberia.
Finalmente, el plan detallaba el uso de grandes formaciones aéreas tácticas para ayudar a estructurar una invasión en Europa y poder luchar en las campañas terrestres posteriores, que estarían listas para la primavera de 1944, al mismo tiempo que las fuerzas de invasión estarían listas.
El jefe de Estado Mayor del Ejército, el General George Marshall, y el Secretario de Guerra Stimon aprobaron el AWPD-1 en septiembre. Los planificadores del ejército estaban preocupados de que tanto la Unión Soviética como el Reino Unido fueran derrotados y que una invasión de Europa se volviera remota. La estrategia de debilitar a Alemania mediante bombardeos, mucho antes de que se pudiera preparar una invasión, dio esperanzas a Estados Unidos de no perder ningún aliado en el ínterin.

## AWPD-2
El 9 de septiembre de 1941, el presidente solicitó más detalles sobre la asignación de aviones según las estimaciones de producción en tiempo de paz para los próximos nueve meses. En AWPD-2, Arnold y George designaron dos tercios de las aeronaves para agruparlos con fines anti-Eje, arrendándolos, y un tercio para enviarlos a la USAAF.

## Conocimiento público

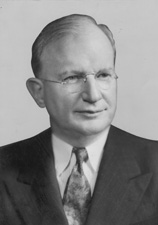
El senador Burton K. Wheeler comprometió los planes secretos en su deseo de mantener a Estados Unidos fuera de la guerra.

El presidente Roosevelt incorporó los planes detallados del Ejército, la Armada y el Estado Mayor del Aire en una política ejecutiva que llamó su "Programa Victoria", esperando involucrar a la opinión pública a favor del Programa Victoria ya que el aumento en la producción que prometía significaba más empleos y una economía más saludable. Entre los opositores a la política se encontraba un poderoso partidario del Comité aislacionista America First, el senador Burton K. Wheeler . Wheeler obtuvo una copia del Programa Victoria, clasificado como Secreto, de una fuente dentro del Cuerpo Aéreo, y filtró el plan a dos periódicos aislacionistas el 4 de diciembre de 1941, el Chicago Tribune y el Washington Times-Herald. La oposición pública vocal al plan cesó tres días después, el 7 de diciembre de 1941, cuando los japoneses atacaron Pearl Harbor . El Congreso pronto aprobó el Programa Victoria con pocos cambios.
Los agentes alemanes que monitoreaban los periódicos estadounidenses enviaron por cable el programa secreto comprometido a Berlín, donde Franz Halder, jefe del Estado Mayor alemán, se dio cuenta de su importancia crítica. El 12 de diciembre, Adolf Hitler emitió la Directiva 39 que contrarrestaba los planes estratégicos de bombardeo e invasión estadounidenses concentrando defensas aéreas alrededor de industrias clave y aumentando considerablemente los ataques en el Océano Atlántico para que no se pudiera formar una flota de invasión aliada. Hitler ordenó a sus fuerzas que se oponían a la Unión Soviética que se pusieran a la defensiva para poder mantener su posición al menor costo. Cuatro días después, después de visitar el Frente Oriental y ver el alcance de sus fallas estratégicas allí, Hitler "revocó con enojo e irracionalmente la Directiva 39" y centró sus ejércitos una vez más en el ataque.

## AWPD-4
Después del 7 de diciembre, todos los planes anteriores de Estados Unidos fueron revisados ya que ninguno había proyectado una participación tan temprana en el combate directo. Se le pidió a Orvil Anderson que reescribiera los planos aéreos. El 15 de diciembre, Anderson presentó AWPD-4, principalmente una reafirmación de los objetivos de AWPD-1, pero con cantidades aumentadas para satisfacer las mayores necesidades de una guerra de dos frentes. El número de aviones de combate se incrementó en un 65% y la producción total de aviones se duplicó con creces.

## AWPD-42
El 24 de agosto de 1942, a la luz de la sombría situación mundial, el presidente Roosevelt pidió una importante revaluación de los requisitos del poder aéreo de EE. UU., "para tener un dominio aéreo completo sobre el enemigo". Los japoneses se habían expandido rápidamente en el Teatro del Pacífico, y Rommel estaba enrollando el norte de África con Egipto amenazado, las fuerzas soviéticas retrocedían contra los avances alemanes hacia Stalingrado y los campos petrolíferos del Cáucaso, y los submarinos alemanes se hundieron en el Atlántico. 589 barcos a principios de 1942. El 25 de agosto, Arnold recibió noticias de la solicitud del presidente del jefe de Estado Mayor del Ejército, George Marshall. Los miembros individuales del equipo AWPD-1 habían sido reasignados a una amplia variedad de puestos y deberes, por lo que para realizar la revaluación, Arnold recomendó a Hansell, recientemente nombrado general de brigada. Marshall envió un cable a Hansell en el Reino Unido, donde había estado trabajando con el general Dwight D. Eisenhower como planificador aéreo y con el general Carl Andrew Spaatz como oficial aéreo adjunto del teatro. Marshall ordenó a Hansell que se apresurara a regresar a AWPD y que "los resultados del trabajo de este grupo son de una importancia tan trascendental que probablemente determinará si controlamos o no el aire". Hansell trajo consigo al jefe de inteligencia del VIII Comando de Bombarderos, el coronel Harris Hull, y al capitán del grupo de la RAF, Bobby Sharp, así como los pocos datos recopilados de cinco incursiones en el Reino Unido que habían sido realizadas por bombarderos estadounidenses. Hansell contó con la asistencia consultiva de George, Kuter y Walker, antiguos trabajadores del AWPD-1, y del teniente coronel Malcolm Moss, que era un hábil hombre de negocios en la vida civil. El equipo tuvo solo 11 días para terminar el trabajo. Arnold estuvo más involucrado que antes en la dirección del grupo y la formulación del nuevo plan. Al igual que AWPD-1, el nuevo marco se basó en gran medida en una teoría de bombardeo no probada. El informe, titulado Requisitos para Air Ascendancy, 1942, o AWPD-42, se presentó al Estado Mayor Conjunto (JCS) el 6 de septiembre de 1942. Harry Hopkins había obtenido su copia a las 1 am el día en que iba a ser lanzado, y Hopkins lo leyó a tiempo para decirle a Roosevelt durante el desayuno que el plan era sólido. Roosevelt llamó a Stimson para decirle que lo aprobaba, pero Stimson no lo había visto, ni tampoco Marshall cuando Stimson lo llamó. Hansell se fue rápidamente a Inglaterra para no tener que enfrentar la ira de Marshall por haber sido atrapado desprevenido.
AWPD-42 se escribió bajo el supuesto de que la Unión Soviética sería eliminada de la guerra y que las fuerzas alemanas en el Este se enfrentarían a Occidente. Por lo tanto, el plan suponía que las fuerzas terrestres alemanas que defendían Europa serían numéricamente superiores a las fuerzas aliadas, lo que hacía que la invasión fuera extremadamente costosa y quizás imposible. Además, la tensión de dos frentes en la economía alemana disminuiría y el daño aliado a la industria del Eje se absorbería más fácilmente. Se proyectó un aumento en el poder aéreo estadounidense como la mejor manera de reducir el poderío industrial del Eje. Se abarcó una campaña aérea contra dos objetivos europeos principales: primero paralizar el poder industrial del Eje y segundo para derrotar el poder aéreo del Eje. Las fábricas de aviones y las plantas de motores de aviones del Eje iban a ser el objetivo durante 1943-1944 para que, en la primavera de 1944, se pudiera emprender una invasión de Europa.

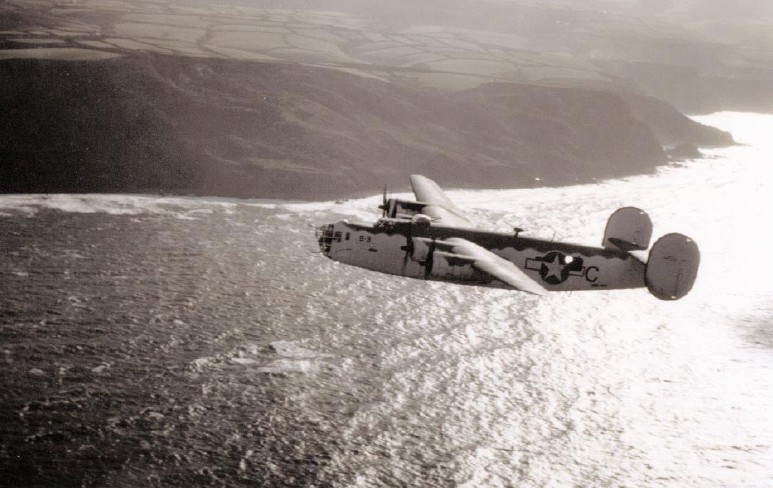
Un bombardero de patrulla de la Marina de los EE. UU. en 1943: el PB4Y-1 Liberator. Bajo AWPB-42, el avión habría sido piloteado por las Fuerzas Aéreas del Ejército, no por la Marina.

En la solicitud del presidente, no había pedido el número combinado de aviones del Ejército y la Marina de los EE. UU.; preguntó por el "número de aviones de combate por tipos que deberían producirse en este país para el Ejército y nuestros Aliados en 1943. . ."  Esto significaba que no se solicitaban las necesidades de aeronaves de la Armada, que eran importantes, pero que se incluirían las necesidades de aeronaves de los aliados de América, aliados que iban a recibir una cierta cantidad de aeronaves tipo Armada. Hansell decidió hacer que su plan incluyera por completo todos los requisitos de aeronaves estadounidenses (ejército, marina y aliados) para que no hubiera malentendidos sobre cómo se asignarían los recursos para la producción de aeronaves. Hansell aceptó los planes de producción de aeronaves que presentó la Armada, pero con un cambio vital: los bombarderos cuatrimotores que la Armada quería se construirían como bombarderos del Cuerpo Aéreo, pilotados por unidades de la USAAF.
La Marina no estaba del todo satisfecha con AWPD-42. La intención de la Armada de desviar 1250 bombarderos pesados con base en tierra de los requisitos de la AAF para patrullar a larga distancia y atacar a los barcos enemigos fue descartada a favor de los vuelos de la USAAF para lograr los mismos objetivos. La Marina esperaba que las diferencias de mando y control entre los servicios, así como las diferentes preferencias de objetivos, crearían barreras imposibles para el empleo exitoso de los bombarderos de patrulla hipotéticos de la USAAF contra las fuerzas navales enemigas. La Armada rechazó rotundamente el AWPD-42, que impedía la aceptación por parte del JCS, pero el 15 de octubre de 1942 el presidente lo había establecido como el plan de fabricación de aeronaves de EE. necesarios para asegurar su cumplimiento".

## Suministros
AWPD-1 solicitaba la producción de 61.800 aviones de los cuales 37.000 serían entrenadores y 11.800 serían de combate. Los 13.000 restantes serían aviones de transporte militar y de otro tipo. De los aviones de combate, 5000 serían bombarderos pesados y muy pesados. AWPD-4 aumentó el número de aviones de combate a 19.520 y el total a 146.000. Los números aumentaron nuevamente en AWPD-42, que propuso que los aviones de combate superaran los 63.000 en 1943. La producción total de aviones de EE. UU., incluso para la Marina, se fijó en 139.000 hasta que se dio cuenta de que la industria estadounidense no podía alcanzar la meta. En cambio, se propuso 107.000.
AWPD-1 proyectó una fuerza de 2.1 millones de aviadores. AWPD-42 aumentó la cifra a 2.7 millones.
Al diseñar el AWPD-1, Harold L. George había predicho que dos bombarderos muy pesados que estaban aún en diseño: el Boeing B-29 Superfortress y el Consolidated-Vultee B-36, estuviesen listos a tiempo para participar en el ataque a Alemania. Los retrasos en ambos programas impidieron su consideración en Europa. En AWPD-42, el B-29 se reasignó para atacar Japón, y el desarrollo del B-36 en Consolidated-Vultee se ralentizó a favor de la fabricación de más B-24 Liberator . El alcance extralargo del B-36 no sería necesario ahora que el Reino Unido parecía estar a salvo de un ataque.

## Objetivos

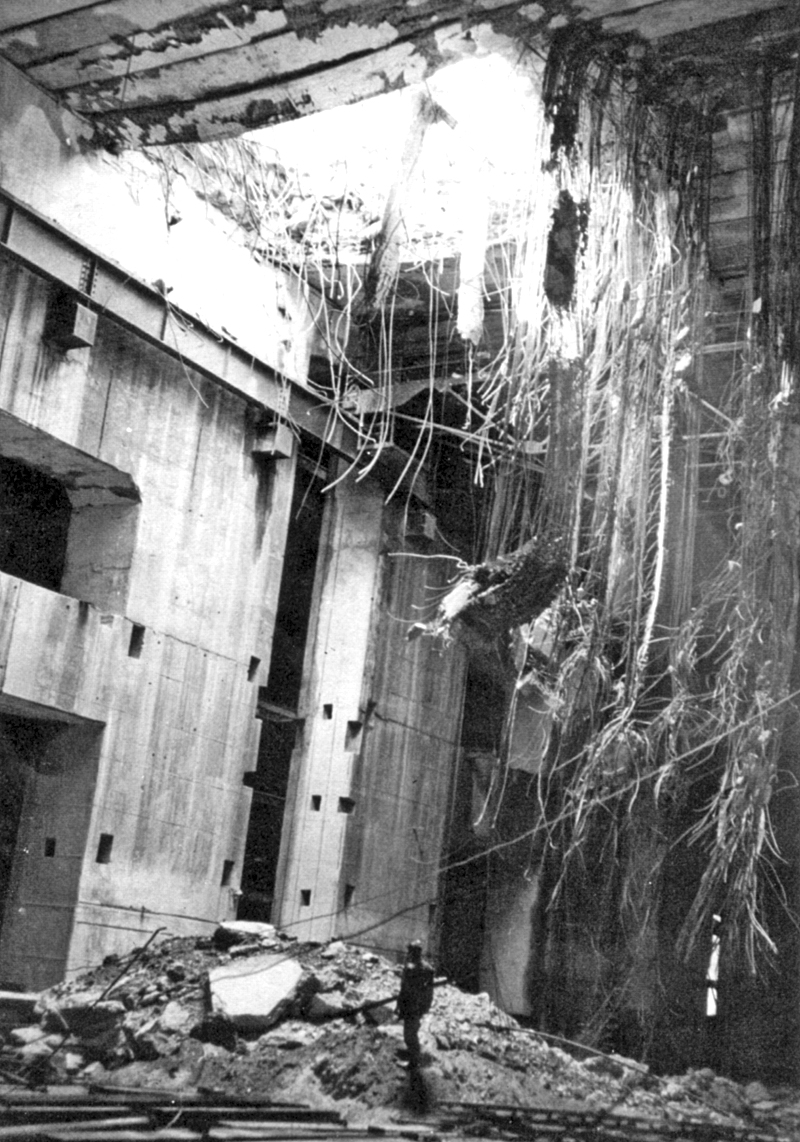
El interior de un corral de submarino golpeado por una bomba Grand Slam

AWPD-1 identificó 154 objetivos en cuatro áreas de preocupación: energía eléctrica, transporte, petróleo y la Luftwaffe, la Fuerza Aérea Alemana. Se dio un marco de tiempo arbitrario, sugiriendo que seis meses después de que las fuerzas de bombardeo estratégico estuvieran listas para ataques a gran escala, los objetivos enemigos serían destruidos.
AWPD-42 pidió que se atacaran 177 objetivos, cubriendo siete áreas estratégicas, siendo la máxima prioridad la producción de aviones enemigos. Otras prioridades fueron los corrales de submarinos y los patios de construcción, los sistemas de transporte, la generación y distribución de energía eléctrica, la industria del petróleo, la refinación y fabricación de aluminio y la industria del caucho sintético. Hansell consideró un error quitar la electricidad de la máxima prioridad y, peor aún, colocar allí corrales submarinos. La conveniencia política dictó el cambio en las prioridades de los objetivos, no las consideraciones estratégicas puras.

## Grupos posteriores
La selección de objetivos resultó ser una tarea difícil para AWPD: lograr la selección adecuada requirió una amplia gama de información de inteligencia, así como consideraciones operativas. En diciembre de 1942, Arnold creó el Comité de Analistas de Operaciones (COA) para estudiar mejor el problema. El COA realizó la selección de objetivos para la USAAF.
En enero de 1943, en la Conferencia de Casablanca, el Combined Chiefs of Staff acordaron comenzar la Ofensiva Combinada de Bombarderos (CBO) en junio y establecer prioridades de objetivos. Sobre la base de estas prioridades, pero con algunos cambios, el Ministerio del Aire británico emitió la directiva de Casablanca el 4 de febrero, dirigida al ejército alemán, los sistemas industriales y económicos alemanes y la moral alemana. Más metódicamente, el general Ira C. Eaker de la USAAF reunió un equipo de planificación angloamericano para tomar la lista de objetivos de la COA y programarlos para operaciones combinadas de bombarderos. Este grupo sin nombre, a veces llamado Equipo de planificación de la CBO, fue dirigido por Hansell e incluía, entre otros, al general de brigada de la USAAF Franklin Anderson y al comodoro aéreo de la RAF Sidney Osborne Bufton . Terminado en abril de 1943, el plan recomendaba 18 operaciones durante cada fase de tres meses contra un total de 76 objetivos específicos. La Ofensiva Combinada de Bombarderos comenzó el 10 de junio de 1943.
A fines de 1944, el COA fue reemplazado por el Joint Target Group, una unidad de servicio combinado organizada por el JCS.